# Aechmea pedicellata
Aechmea pedicellata é uma espécie de planta do gênero Aechmea. Esta espécie é endêmica do Estado do Espírito Santo no sudeste do Brasil.

## Taxonomia
A espécie foi decrita em 1988 por Elton Martinez Carvalho Leme e Harry E. Luther.

## Conservação
A espécie faz parte da Lista Vermelha das espécies ameaçadas do estado do Espírito Santo, no sudeste do Brasil.

## Distribuição
A espécie é encontrada no estado brasileiro do Espírito Santo